# Luka Sučić
Luka Sučić (Linz, 2002. szeptember 8. –) világbajnoki bronzérmes osztrák születésű horvát  labdarúgó, a Real Sociedad játékosa.

## Pályafutása

### Klubcsapatokban
Pályafutását az SV Alkoven csapatában kezdte, majd 2012 és 2016 között az Union Edelweiß Linz labdarúgója volt. Ezt követően szerződtette a Red Bull Salzburg. 2018 januárjában került a klub tartalékcsapatának számító, osztrák másodosztályú Liefering keretéhez. 2019 júliusában szerződését 2022 nyaráig meghosszabbította a csapattal.
2019 szeptemberében a Salzburg U19-es csapatával az ifjúsági Bajnokok Ligájában is pályára lépett. Ugyanebben a hónapban mutatkozott be a Lieferingbe is bajnoki mérkőzésen, a 2019–2020-as szezonban összesen tizennégy bajnokin négyszer volt eredményes a csapatban. 2020 nyarán újból meghosszabbította szerződését a Salzburggal, ezúttal 2024 nyaráig.
2020 szeptemberében a Bregenz elleni kupatalálkozón bemutatkozott a Salzburg felnőtt csapatában is, majd a Wolfsberger ellen a Bundesligában is debütálhatott. Tehetségére több európai élklub is felfigyelt, 2020 októberében a Juventus érdeklődött iránta.
2024. augusztus 1-jén ötéves szerződést írt alá a spanyol élvonalbeli Real Sociedadhoz, amely 10 millió eurót fizetett érte.

### A válogatottban
2024. május 20-án bekerült Zlatko Dalić szövetségi kapitány a 2024-es labdarúgó-Európa-bajnokságra készülő 26 fős keretébe.

## Családja
Szülei bosnyák származásúak, 1990-ben települtek a Felső-Ausztriában található Alkovenbe.

## Statisztika

### A válogatottban
2022. november 16-i állapot szerint.
| Válogatott   | Szezon   | Mérkőzés | Gól |
| ------------ | -------- | -------- | --- |
| Horvátország | 2021     | 1        | 0   |
| Horvátország | 2022     | 3        | 0   |
| Összesen     | Összesen | 4        | 0   |